# شامونیسم کره‌ای
شمنیسم کره‌ای یا دین عامیانه کره‌ای، همچنین به عنوان Shinism یا Sinism شناخته شده (کره‌ای: 신교، Hanja神 敎؛ Shingyo یا Shinkyo، "دین ارواح / خدایان") یا شیندو (کره‌ای: 신도؛ هانجا:神道، "راه ارواح / خدایان")، یک دین چندخدایی و زنده انگاری و دین نژادباوری است که به پیش از تاریخ کره برمی‌گردد و شامل پرستش خدایان و اجداد و همچنین ارواح طبیعی است.